# تراموا رنس
تراموا رنس (فرانسوی: Tramway de Reims‎) سیستم تراموا در شهر رنس، فرانسه است.
این تراموا که در سال ۲۰۱۱ تأسیس شده دارای ۲ خط، ۲۳ ایستگاه و ۱۱ کیلومتر طول می‌باشد.

## نگارخانه

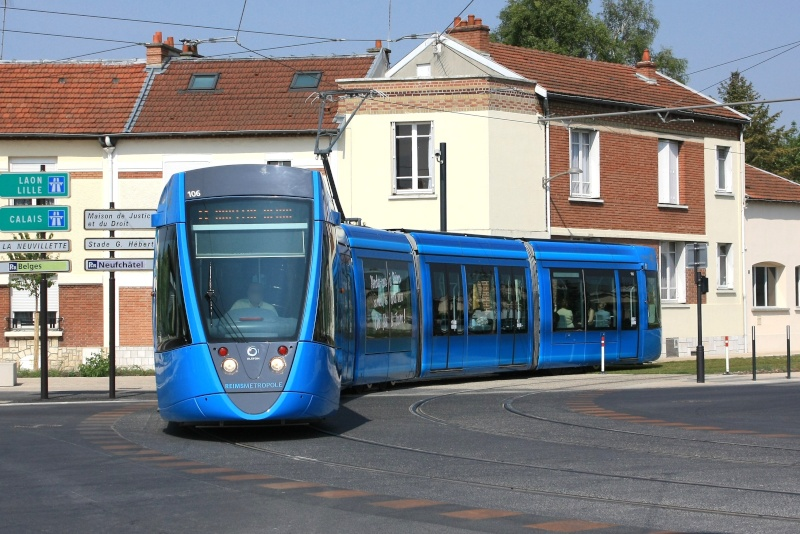
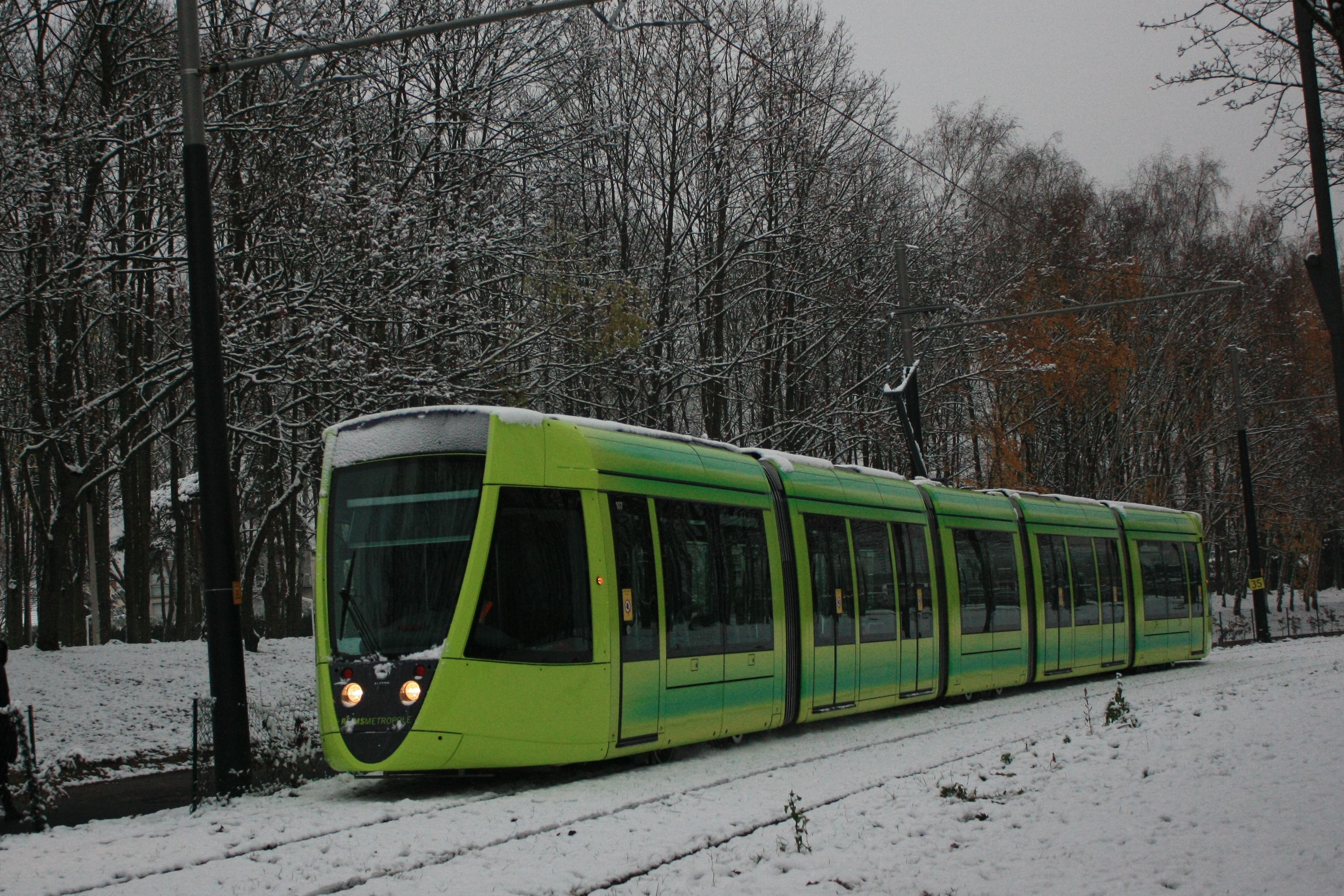
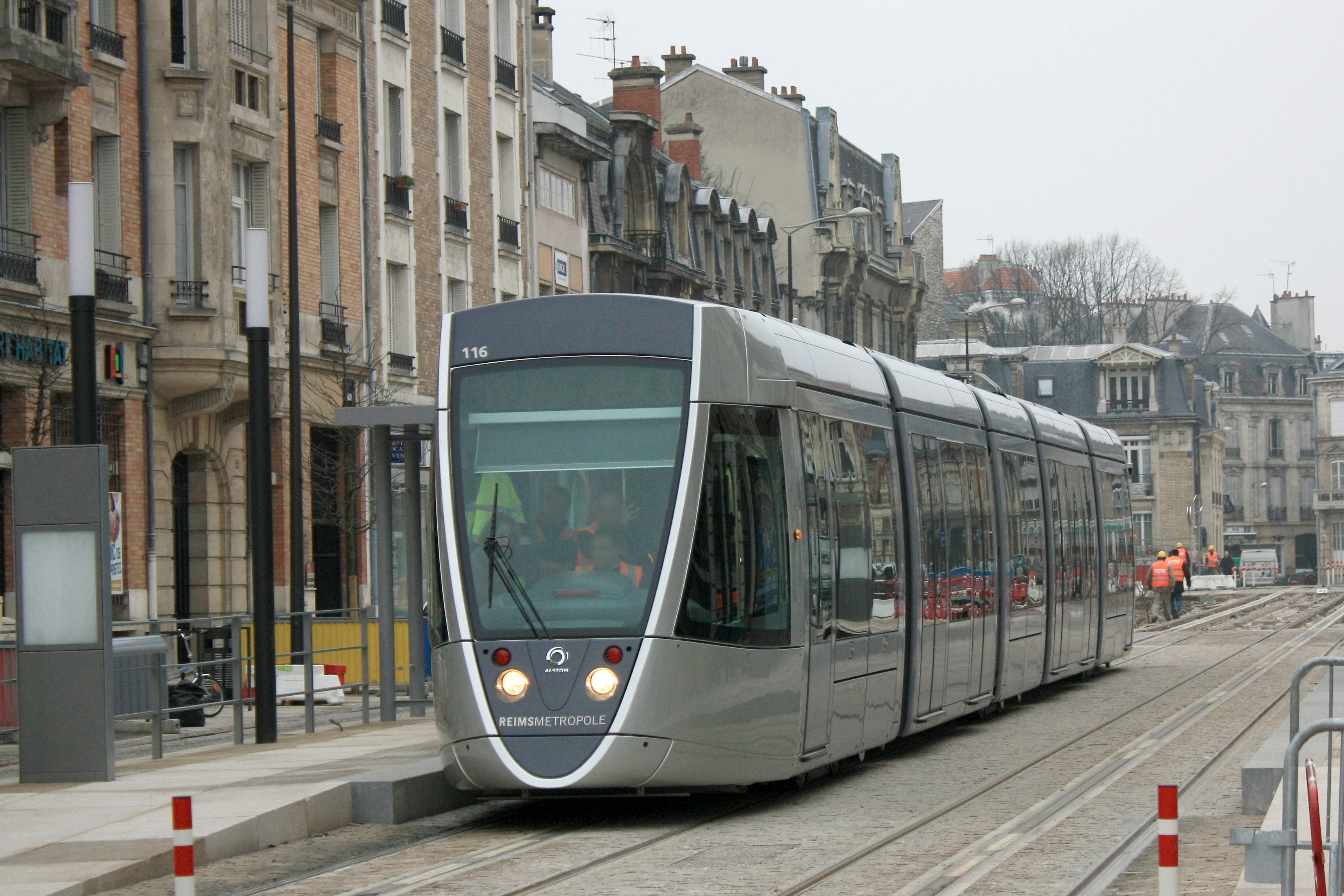
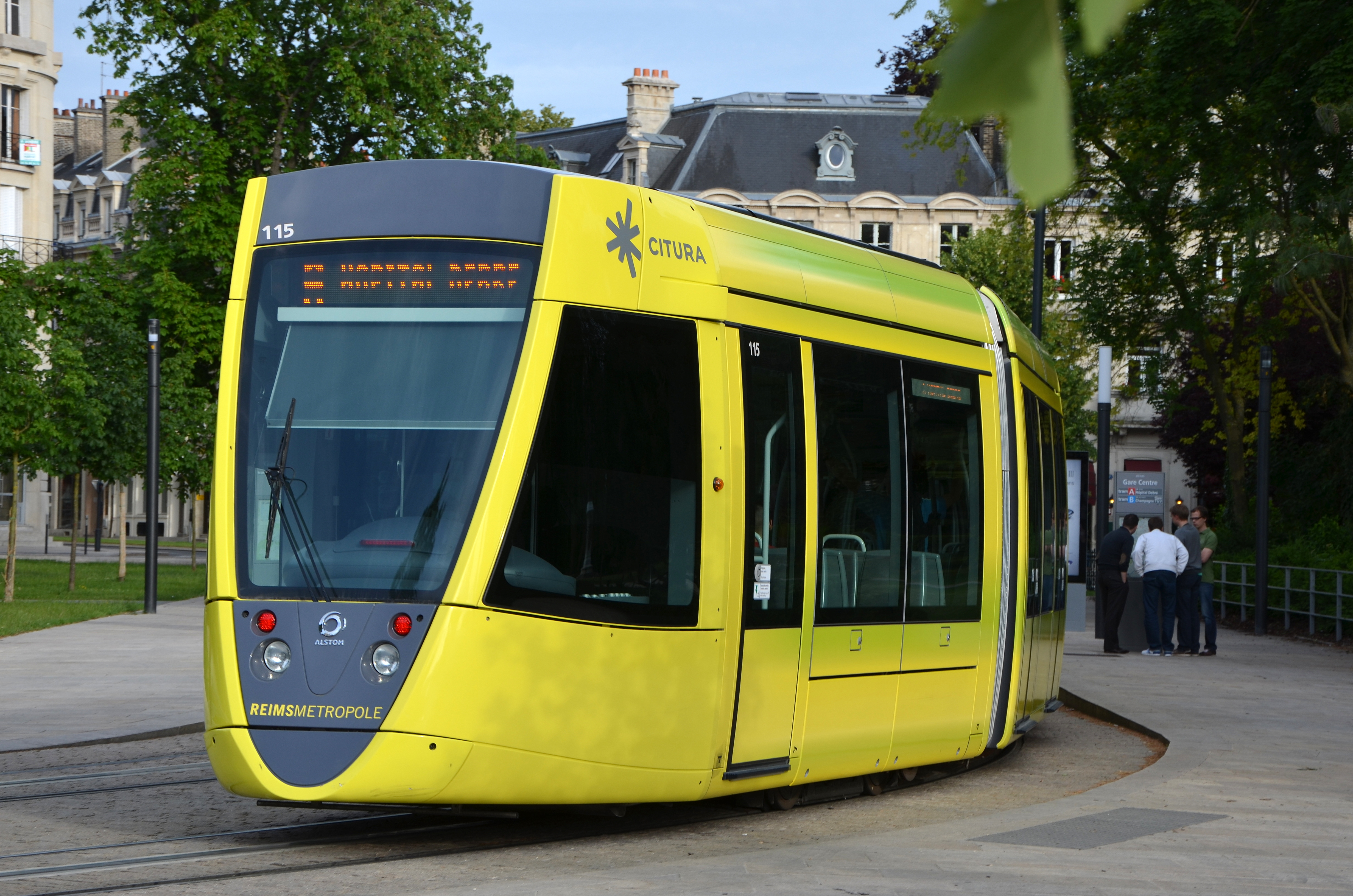